# Kammergericht

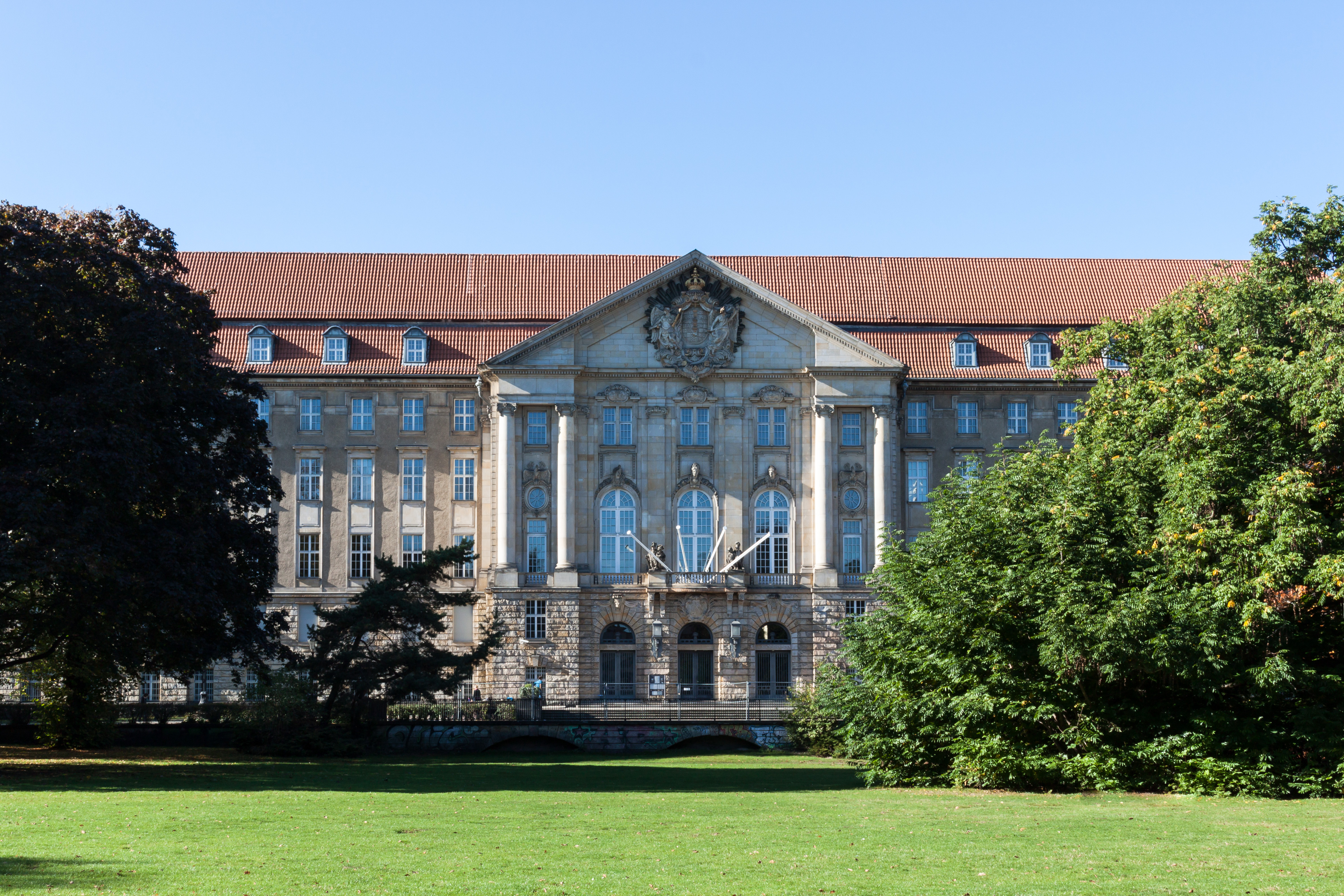
La Neues Kammergericht, siège de la cour de 1913 à 1945 et depuis 1997 : vue du parc Heinrich-von-Kleist.

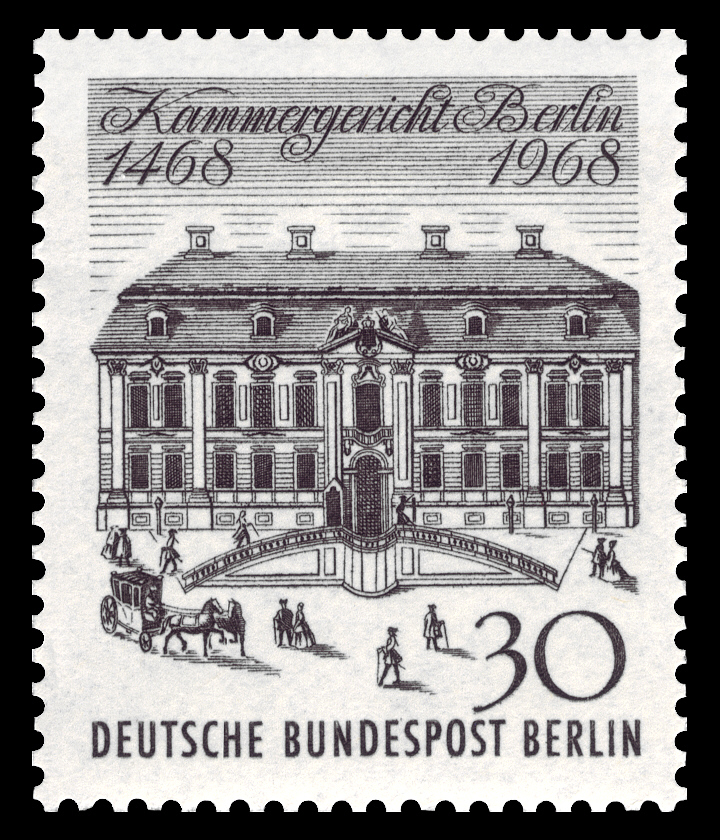
Kollegienhaus, siège de la Kammergericht de 1737 à 1913.

La Kammergericht (KG), littéralement en français : « chambre d'appel », est en fait la « cour d'appel provinciale » (en allemand, Oberlandesgericht) de Berlin. Ce nom diffère de celui des autres cours d'appel d'Allemagne pour des raisons historiques, aucune autre cour ne porte ce nom dans le pays.
La première mention d'une Kammergericht date de 1468. Il s'agit alors de la cour ducale de la Marche de Brandebourg, quand la justice est rendue dans les chambres (en allemand, Kammern) des princes-électeurs. En tant que Cour suprême de Prusse, elle est à partir de 1735 installée au Kollegienhaus, sur l'emplacement duquel a été bâti le musée juif de Berlin. Après l'installation à l’Oberlandesgerichte en 1877, la Kammergericht a pris ce nom. 
Son siège est déplacé dans un nouveau bâtiment, baptisé Neues Kammergericht, situé au parc Heinrich-von-Kleist, à Schöneberg, en 1913 et dont la construction à durée quatre ans sur le plan de l'architecte Rudolf Mönnich (de). 
Le Troisième Reich y installera en 1934, le sinistre Volksgerichtshof (le « Tribunal du peuple ») présidé notamment par Roland Freisler qui condamnera à mort de nombreux opposants au régime nazi.
 
En 1945, après la Seconde Guerre mondiale, le Conseil de contrôle allié prendra place dans les locaux. 
Depuis la réunification allemande, l'immeuble de la Neues Kammergericht est désormais le siège de la Cour constitutionnelle de Berlin (de) (Verfassungsgerichtshof des Landes Berlin) et du procureur général (Generalstaatsanwalt).

## Membres célèbres
- Samuel von Cocceji, président de 1723 à 1738
- Julius Eduard Hitzig
- Ernst Theodor Amadeus Hoffmann
- Wilhelm Heinrich Wackenroder